# Femi Opabunmi
Femi Opabunmi (ur. 3 marca 1985) – nigeryjski piłkarz grający na pozycji lewego pomocnika lub napastnika.

## Kariera klubowa
Piłkarską karierę Opabunmi zaczynał w drużynie z Ibadanu o nazwie Shooting Stars FC. Początkowo grał w juniorach tego klubu i wówczas wpadł w oko trenerom Grasshopper Club. Już po debiucie w drugiej lidze Nigerii w barwach Shooting Stars, w kwietniu Opabunmi wyjechał na 2-tygodniowe testy do Zurychu i ostatecznie podpisał kontrakt z drużyną Grasshoppers. Pozostał jednak w swojej nigeryjskiej drużynie i do Szwajcarii miał się przenieść dopiero w 2003 roku, po skończeniu 18 lat. W Grasshoppers zadebiutował w towarzyskim meczu w styczniu 2003, ale musiał poczekać do 3 marca, do swoich 18. urodzin by móc zostać zarejestrowanym jako profesjonalny piłkarz. W Swiss Super League jednak w sezonie 2002/2003 nie zadebiutował i grywał w drużynie U-21. Członkiem pierwszej drużyny Grasshoppers w końcu stał się w sezonie 2003/2004, w którym to rozegrał 14 meczów, a jego drużyna zajęła niskie 7. miejsce w lidze. Drużynie z Zurychu nie powiodło się także w europejskich pucharach. W eliminacjach do Ligi Mistrzów odpadli po dwumeczu z AEK Ateny, a w 1. rundzie Pucharu UEFA z Hajdukiem Split – we wszystkich 4 meczach Opabunmi wybiegał na boisko. Nie grał jednak w Grasshoppers tak jak od niego pierwotnie oczekiwano i latem 2004 został oddany do izraelskiego Hapoelu Beer Szewa. Tam zadebiutował już w 1. kolejce ligowej, 21 sierpnia w przegranym 3:4 meczu z Hapoelem Bene Sachnin. Wywalczył miejsce w pierwszej jedenastce na lewej pomocy i w Hapoelu przez pół roku zagrał w 11 meczach i zdobył 1 gola (18 grudnia w wygranym 2:0 meczu z Hapoelem Hajfa). W styczniu 2005 Opabunmi podpisał kontrakt z zespołem Ligue 2 Chamois Niortais. Tam zadebiutował 18 lutego w zremisowanym 1:1 meczu z Troyes AC. W Niort zagrał w 7 meczach, ale nie zdołał pomóc drużynie w degradacji do Championnat National. Sezon 2005/2006 Opabunmi grał z Niort na trzecim froncie, a latem 2006 zdecydował się rozwiązać kontrakt z tym zespołem i obecnie pozostaje bez przynależności klubowej.
| Sezon   | Klub              | Kraj       | Rozgrywki                   | Mecze | Bramki |
| ------- | ----------------- | ---------- | --------------------------- | ----- | ------ |
| 2002    | Shooting Stars FC | Nigeria    | Premier League (NGA)        | ?     | ?      |
| 2002/03 | Grasshopper Club  | Szwajcaria | Swiss Super League          | 0     | 0      |
| 2003/02 | Grasshopper Club  | Szwajcaria | Swiss Super League          | 14    | 0      |
| 2004/05 | Hapoel Beer Szewa | Izrael     | Ligat ha’Al                 | 11    | 1      |
| 2004/05 | Niort FC          | Francja    | Ligue 2                     | 7     | 0      |
| 2005/06 | Niort FC          | Francja    | Championnat National        | ?     | ?      |
|         |                   |            | Łącznie w Axpo Super League | 14    | 0      |
|         |                   |            | Łącznie w Ligat ha’Al       | 11    | 1      |

## Kariera reprezentacyjna
Karierę reprezentacyjną Opabunmi rozpoczął na szczeblu młodzieżowej reprezentacji Nigerii. W 2001 wystąpił w kadrze U-17 na Młodzieżowych Mistrzostwach Afryki na Seszelach i był jednym z głównych autorów zwycięstwa w finale z Burkina Faso (3:0). Dzięki wygraniu młodzieżowego mistrzostwa Afryki młodzi Nigeryjczycy z Femi w składzie wyjechali na Młodzieżowe Mistrzostwa Świata w Trynidadzie i Tobago. Tam Nigeria doszła do finału, w którym uległa Francji 0:1. Z 5 golami na koncie Opabunmi zdobył trofeum Srebrnego Buta dla drugiego najlepszego strzelca mistrzostw po Florencie Sinama-Pongolle. Dostał także nagrodę Brązowej Piłki dla trzeciego najlepszego gracza mistrzostw.
W pierwszej reprezentacji „Super Orłów” zadebiutował 5 maja 2002 w wygranym 3:0 meczu z Kenią i już w debiucie zdobył gola. Był już wtedy członkiem kadry wyselekcjonowanej przez Festusa Onigbinde na MŚ 2002. Na mistrzostwach wystąpił tylko w jednym meczu, ostatnim dla Nigerii grupowym z Anglią (0:0), w którym rozegrał 87 minut. Mając wówczas 17 lat i 101 dni stał się trzecim najmłodszym w historii piłkarzem, który wystąpił w mistrzostwach świata. Był też najmłodszym graczem MŚ 2002.